# 折逋游龙钵
折逋游龙钵（?—?），北宋吐蕃西凉府六部首领，是宋朝的权知西凉州、左厢押蕃落副使。
五代十国凉州的河西节度使由折逋嘉施担任，于是折逋家族世袭凉州。咸平元年（998年）十一月，河西军左厢副使、归德将军折逋游龙钵来朝。游龙钵四世受宋朝之命为大首领，虽然进贡方物，但是没有亲自去贡献，现在始至，献马二千余匹。宋真宗下诏以折逋游龙钵为安远大将军。咸平四年（1001年），西凉府六谷部首领潘罗支愿意力讨李继迁，请授以刺史。经略使张齐贤请封六谷王兼招讨使。宋真宗以宰相，宰相说：“罗支已为酋帅，授刺史太轻；未领节制，加王爵非顺；招讨使号不可假外夷。”以潘罗支为盐州防御使兼灵州西面都巡检使。当时西凉使者来，说六谷部分左右厢，左厢副使折逋游龙钵实实际上参谋潘罗支的军事。